# Свинари
Свинари́ либо Свинары́ (укр. Свинарі), село,
Шаровский сельский совет,
Валковский район,
Харьковская область, Украина.
Код КОАТУУ — 6321288507. Население по переписи 2001 г. составляет 130 (57/73 м/ж) человек.

## Географическое положение
Село Свинари примыкает к сёлам Шлях и Пасечное, на расстоянии в 1 км находится посёлок Шаровка, рядом проходит железная дорога, станция Огульцы, в 2-х км проходит автомобильная дорога М-03 (E 40).
Рядом с селом большой лесной массив (дуб).

## История
- 1695 — дата основания.
- В 1940 году, перед ВОВ, на хуторе был 61 двор.[1]